# Hôn nhân cùng giới ở Nepal
Hôn nhân cùng giới được tạm thời công nhận ở toàn lãnh thổ Nepal từ ngày 27 tháng 4 năm 2024.
Trong năm 2011 và 2012, khi đất nước đang trải qua quá trình chuyển đổi chính trị, đã có một nỗ lực để thêm ngôn ngữ bao gồm LGBT vào Hiến pháp đề xuất. Tuy nhiên, các cuộc đàm phán giữa các phe phái chính trị đã thất bại vào mùa xuân năm 2012 và việc soạn thảo một hiến pháp mới đã bị trì hoãn cho đến khi bầu cử mới được tổ chức.
Hiến pháp mới, được phê chuẩn bởi Quốc hội lập hiến vào ngày 16 tháng 9 năm 2015, bao gồm một số điều khoản liên quan đến quyền của người LGBT, nhưng không đề cập đến hôn nhân cùng giới.
Vợ/chồng cùng giới nước ngoài của công dân Nepal đủ điều kiện nhận "Visa không du lịch" với tư cách là người phụ thuộc, sau phán quyết năm 2017 của Tòa án Tối cao Nepal.

## Lịch sử
Vào ngày 17 tháng 11 năm 2008, Toà án Tối cao Nepal đã yêu cầu luật pháp phải bảo đảm quyền đầy đủ cho người LGBT, và tất cả những người thuộc giới tính thiểu số phải được định nghĩa là "những người tự nhiên" theo luật pháp; bao gồm quyền kết hôn. Sunil Babu Pant, nhà lập pháp đồng tính công khai đầu tiên của Nepal, nhà hoạt động vì quyền của đồng tính ở Nam Á, nói: "Đây là một quyết định mang tính bước ngoặt cho các nhóm giới tính thiểu số và chúng tôi hoan nghênh nó" Toà án đã yêu cầu Chính phủ thành lập một ủy ban nghiên cứu luật cùng giới ở các nước khác và yêu cầu luật mới không phân biệt đối xử với giới tính thiểu số, bao gồm cả người hoán tính và những người chuyển giới.
Vào ngày 22 tháng 3 năm 2009, trong một cuộc phỏng vấn với Dịch vụ Nam Á, ông Pant nói rằng "Mặc dù tòa án đã chấp thuận hôn nhân cùng giới, Chính phủ vẫn chưa ban hành một đạo luật", điều đó có nghĩa là trong luật hôn nhân cùng giới đã được Tòa án tối cao cho phép nhưng vẫn chưa được soạn thảo hoặc bỏ phiếu. Tháng 6 năm 2009, Pant cho biết tiến trình này vừa mới bắt đầu: "Nepal đang trải qua quá trình chuyển đổi và mọi thứ dường như chuyển động rất chậm. Ủy ban bảy thành viên đã thành lập và chỉ bắt đầu làm việc để nghiên cứu các chính sách kết hôn cùng giới ở các nước khác. Hy vọng họ sẽ đưa ra bản soạn thảo sớm để đưa cho Chính phủ phê duyệt."
Một số nguồn tin cho rằng Hiến pháp Nepal mới được soạn thảo chứa những quy định về hôn nhân cùng giới và quyền của nhóm giới tính thiểu số. Theo các điều khoản của Hiến pháp tạm thời, Hiến pháp mới sẽ được ban hành trước ngày 30 tháng 11 năm 2011, Các cuộc đàm phán về hiến pháp mới thất bại và Thủ tướng Baburam Bhattarai đã giải thể Quốc hội Lập hiến vào ngày 28 tháng 5 năm 2012 để chuẩn bị cho cuộc bầu cử năm 2013. Do đó, tương lai về hôn nhân cùng giới là chưa rõ ràng.
Cuộc bầu cử đã được tổ chức vào ngày 19 tháng 11 năm 2013. Cuộc bỏ phiếu đã bị trì hoãn nhiều lần, Vào ngày 10 tháng 2 năm 2014, Sushil Koirala được bầu làm thủ tướng, phá vỡ bế tắc chính trị và mở đường cho Hiến pháp được hoàn tất.
Tháng 8 năm 2014, Associated Press báo cáo rằng ủy ban soạn thảo hiến pháp đã quyết định đề nghị hợp pháp hóa hôn nhân cùng giới. Cũng trong tháng đó, ông Narahari Acharya, Bộ trưởng Bộ Tư pháp, Quốc hội và Nghị viện, nói rằng Bộ của ông sẽ đưa ra một dự luật cho phép các cuộc hôn nhân như vậy. Ủy ban trình báo cáo lên Chính phủ vào ngày 9 tháng 2 năm 2015.
Vào tháng 1 năm 2016, một viên chức chính phủ tuyên bố rằng các kiến nghị của ủy ban này được thảo luận trong cuộc họp của Chính phủ. Vào tháng 2 năm 2016, Ủy ban Nhân quyền Quốc gia yêu cầu Chính phủ đưa ra một dự luật để cho phép hôn nhân cùng giới. Tháng 10 năm 2016, Bộ Phụ nữ, Trẻ em và Phúc lợi Xã hội đã thành lập một ủy ban với mục đích chuẩn bị dự thảo luật về vấn đề này. Sau đó, một dự luật sửa đổi Bộ Luật Dân sự đã được đưa ra. Tuy nhiên, đến tháng 2 năm 2017, các quy định cho phép hôn nhân đồng tính hợp pháp đã bị bãi bỏ đồng thời cũng ngăn cản phụ nữ tái hôn sau khi ly dị. Nhiều người ủng hộ nhân quyền đã chỉ trích dự luật này.
Vào tháng 7 năm 2017, một cặp đôi đồng tính nam đã đăng ký kết hôn thành công tại quận Dadeldhura miền Tây Nepal. Phát ngôn viên Bộ Nội vụ Deepak Kafle nói rằng cuộc hôn nhân này là không hợp lệ. Nhà hoạt động LGBT Sunil Babu Pant chúc mừng cặp vợ chồng và nói rằng luật hôn nhân cùng giới vẫn đang được thảo luận tại Quốc hội.